# 小鬚盤唇鱨
小鬚盤唇鱨為輻鰭魚綱鯰形目倒立鯰科的其中一種，為熱帶淡水魚，分布於非洲剛果河下游流域，體長可達4.9公分，棲息在底中層水域，生活習性不明。

## 扩展阅读
維基物種上的相關：小鬚盤唇鱨